# Mun Yee Leong
Mun Yee Leong (* 4. Dezember 1984 in Perak, Malaysia) ist eine malaysische Wasserspringerin. Sie startet im 3-m-Kunst-, 10-m-Turm- und im Synchronspringen.
Leong nahm an drei Olympischen Spielen teil, 2000 in Sydney, 2004 in Athen und 2008 in Peking im Kunstspringen vom 3-m-Brett sowie 2000 und 2004 außerdem im 10-m-Turmspringen. Sie konnte jedoch bei keinem Wettkampf den Vorkampf überstehen.
Ihr größter Erfolg war der Gewinn der Bronzemedaille bei den Weltmeisterschaften 2009 in Rom im 10-m-Synchronwettbewerb zusammen mit Pandelela Rinong Pamg.
Leong feierte ihre ersten Erfolge im 3-m-Synchronspringen. Bei den Asienspielen 2002 in Busan gewann sie mit Farah Begum Abdullah Bronze, bei den Asienspielen 2006 in Doha konnte sie diesen Erfolg wiederholen, diesmal an der Seite von Elizabeth Jimie. Auch im Einzel vom 3-m-Brett gewann sie 2006 Bronze. Bei den Asienspielen 2010 in Guangzhou konnte sie erneut zwei Medaillen gewinnen, Silber im 3-m-Synchronspringen mit Yan Yee Ng und im 10-m-Synchronspringen mit Pandelela Rinong Pamg. Im gleichen Jahr gelang ihr mit Rinong Pamg auch Silber bei den Commonwealth Games.